# CapZ

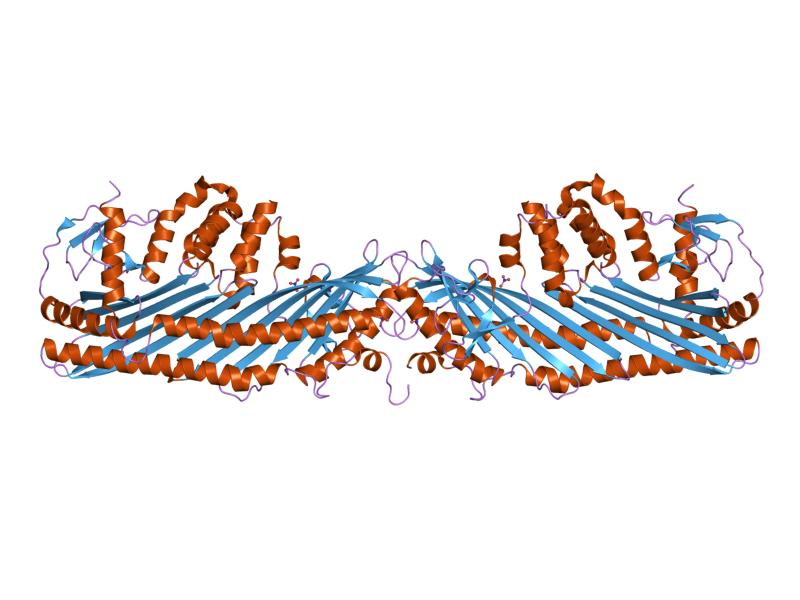
Subunidad alfa 1 de la proteína CapZ.

CapZ es una proteína de unión a actina que se une a los extremos (+) de los microfilamentos. Su estructura consiste en un heterodímero con una subunidad alfa y otra beta. Su función molecular es la regulación del ensamblaje de actina por estabilización de los oligómeros en elongación. Presente en el músculo esquelético, constituyee el llamado disco Z del sarcómero. Se han descrito cuatro genes codificantes para CapZ en humanos, tres para subunidades alfa y uno para subunidades beta: CAPZA1, CAPZA2, CAPZA3 y CAPZB.